# Marysville (Kalifornija)
Marysville je grad u američkoj saveznoj državi Kalifornija. Prema popisu stanovništva iz 2010. u njemu je živjelo 12.072 stanovnika.